# Prior in tempore, potior in iure
Prior in tempore, potior in iure es una expresión latina, que puede traducirse como "Primero en el tiempo, mejor en el Derecho", que hace referencia a un principio de Derecho, en virtud del cual, en el caso de existir controversia entre partes que alegan iguales derechos sobre una cosa (ejemplo: una hipoteca a su favor) se entiende que tiene preferencia en el derecho la parte que primero haya realizado un acto con eficacia jurídica (en el caso de una hipoteca, la que primero la haya inscrito en el Registro de la Propiedad).
El primero en contener formalmente dicha expresión en un texto de derecho, concretamente, de derecho canónico, fue Bonifacio VIII,[cita requerida] en su Liber Sextus Decretalium, donde expone 87 regulae iuris (reglas de derecho) o aforismos jurídicos.
Otro posible origen de esta locución se encuentra en el Código de Justiniano 8, 17, 3, en los siguientes términos: si fundum pignori accepisti, antequam rei publicae obligaretur, sicut prior es tempore, ita potior iure.